# Dendronucleata
Dendronucleata är ett släkte av hakmaskar. Dendronucleata ingår i familjen Dendronucleatidae.
Dendronucleata är enda släktet i familjen Dendronucleatidae.
Kladogram enligt Catalogue of Life:
| Dendronucleata | \| \| Dendronucleata dogieli \| \| \| \| \| \| Dendronucleata petruschewskii \| \| \| \| |
|                | \| \| Dendronucleata dogieli \| \| \| \| \| \| Dendronucleata petruschewskii \| \| \| \| |
|                | Dendronucleata dogieli                                                                   |
|                |                                                                                          |
|                | Dendronucleata petruschewskii                                                            |
|                |                                                                                          |